# Guo Yonghuai
Guo Yonghuai, ou Yung-huai Kuo (em chamorro:  郭永怀; Rongcheng, 4 de abril de 1909 – 5 de dezembro de 1968) foi um engenheiro chinês. Foi um especialista em aerodinâmica.
Guo obteve a graduação no departamento de Física da Universidade de Pequim em 1935. Em 1939 participou de um programa de intercâmbio e foi para a Universidade de Toronto em 1940, onde obteve um mestrado. De 1941 a 1945 estudou hidrodinâmica compressível no Instituto de Tecnologia da Califórnia (Caltech). Após obter um Ph.D em 1945, permaneceu no Caltech como pesquisador. Em 1946 tornou-se professor associado e mais tarde professor da Universidade Cornell. Convidado por Qian Xuesen, retornou para a China em outubro de 1956 e tornou-se diretor do Instituto de Mecânica da Academia Chinesa de Ciências. 
Guo foi um dos fundadores da mecânica na China e fez contribuições significativas em mecânica, matemática aplicada e aeronáutica. Em 1958 colaborou na fundação da Universidade de Ciência e Tecnologia da China e serviu como catedrático do Departamento de Física Química.
Desde maio de 1960 Guo serviu como vice-diretor do Beijing Ninth Research Institute of the Second Ministry of Industry, e tornou-se um lider dos projetos da bomba atômica e de hidrogênio da China. Realizou trabalhos em mecânica da explosão, equações de propriedades físicas a alta pressão, aerodinâmica e mecânica estrutural.
Guo morreu em um acidente aéreo em 5 de dezembro de 1968, quando viajava de Qinghai para Beijing. 